# 장수 (후한)
장수(張繡, ? ~ 207년)는 중국 후한 말 조조 휘하의 장군으로 양주 무위군 조려현(祖厲縣) 사람이다. 막내 삼촌 장제의 뒤를 이어 남양군 일대에 독자 세력을 구축하였다. 조조에 적대하여 한때 죽기 직전까지 몰아붙였다. 관도 대전 무렵 원소에 비해 미미했던 조조에게 귀순하고 융숭한 대우를 받았다.

## 생애

### 남양군에 터전을 잡다
조려현에서 관리로 일했다. 영제 시절 한수, 변장이 양주에서 난을 일으켰다. 국승(麴勝)이 조려현장 유준(劉雋)을 습격해 죽였다. 틈을 노려 국승을 응징하니 군내에서 의롭다 하였고 젊은이들을 불러 모아 호걸이 되었다. 192년(초평 3년) 동탁이 여포 등에게 주살당하자 그 잔당 이각과 장제 등이 장안으로 쳐들어갔다. 장수도 장제를 따라가 공을 세우고 건충장군(建忠將軍)에 선위후(宣威侯)까지 올랐다. 196년(건안 원년) 홍농에 주둔하던 장제가 굶주림을 해결하기 위해 남양군의 양(穰, 지금의 허난성 덩저우 시)을 공격하다 유시에 맞아 전사하였다. 장수가 그 뒤를 이었고 형주목 유표의 배려로 완(宛)에 근거지를 마련하였다.

### 조조와의 혈투
197년 육수(淯水)까지 남진해온 사공 겸 연주목 조조에게 항복하였다. 조조는 장제의 처를 들여 장수를 불쾌하게 했다. 거기다 측근 호거아가 조조에게 용맹을 칭찬받으며 금까지 받자 조조가 자신을 은밀히 제거하려 한다는 것을 알고 가후와 모의하여 병력을 배치하고 기습하였다. 조조를 경호하던 전위, 장남 조앙, 조카 조안민 등 많은 장병들을 처치하고 조조에게는 부상을 입혔다. 조조는 무음(舞陰)으로 퇴각해 군을 수습하였다. 장수가 이를 찔러봤으나 패하고 본거지를 양으로 옮겼다. 조조는 허도로 돌아갔다.
유표와 연계하여 남양, 장릉(章陵)에서 세력을 다졌다. 이를 저지하려던 조홍을 섭현(葉縣)까지 밀어냈으나 11월 직접 내려온 조조에게 도로 완, 호양(湖陽), 무음을 정복당하였다. 198년 3월 잠시 허도로 돌아갔던 조조가 다시 내려와 양을 포위하였다. 5월 유표군이 조조군의 뒤를 끊어준 덕분에 포위가 풀렸다. 조조를 추격하여 안중(安衆, 安眾)에서 유표군과 함께 앞뒤의 요지를 틀어막았다. 조조가 밤중에 땅굴을 파 치중은 몽땅 옮기고 복병을 숨겼다. 날이 밝아 조조군이 도주한 줄 알고 쫓았다가 그 복병에 크게 깨졌다. 당초 정예병으로도 추격을 만류했었던 가후가 이번엔 패잔병을 수습해 급히 추격하라 하였다. 믿고 실행한 결과 온전히 철수에 열중하던 조조군에게 피해를 줄 수 있었다.

### 전격, 조조와의 제휴
항쟁이 계속되던 199년 원소와 조조가 피할 수 없는 대결을 앞두고 있었다. 조조는 약한 데다 원수 사이였음에도 가후의 조언에 따라 11월 조조에게 귀순하였다. 가후는 ‘조조가 천자를 받들고 있다, 원소는 이미 강해서 우리를 소홀히 대하겠지만 조조는 약해서 환대할 것이다, 조조는 패왕의 품격이 있어 사사로운 원한은 풀고 세상에 덕을 보일 것이다.’라며 세 가지 이유를 제시했었다. 조조의 격한 환영을 받아 양무장군(揚武―)에 임명되고 딸은 조조의 아들 조균에게 시집갔다.
200년 관도 전투에서 무공을 세워 파강장군(破羌―)으로 옮겼다. 205년 남피(南皮)에서 원담을 격멸할 때도 종군해 식읍이 2,000호로 늘었다. 온갖 난리로 호구(戶口)가 심히 격감해 식읍 1,000호를 채운 장수가 없었는데 특히 남다른 대우였다. 207년 유성(柳城)의 오환을 정벌하러 가던 길에 병사했다. 시호는 정후(定侯)라 하였다. 반면에 《위략》에서는 조비가 “내 형을 죽여놓고 무슨 낯으로 사람들을 보는가!” 라며 여러 번 갈궈서 견디다 못해 자살했다고 한다.

## 삼국지연의
사서가 아닌 소설 《삼국지연의》에서도 대략 사서와 비슷한 모습으로 등장하는데 198년 전투가 극적으로 연출되었다. 조조의 두 번째 남하에 일단 가공의 장수 뇌서(雷敍), 장선(張先)을 데리고 나서지만 장선을 허저에게 잃는 등 대패하고 남양성에서 농성한다. 조조가 서북쪽 성벽을 오르려는 움직임을 보이자 가후가 그 계략을 간파하고 역이용한다.[장계취계, 將計就計] 즉 조조군이 서북쪽을 치는 척하다가 밤중에 방어가 허술한 동남쪽을 급습할 것이라 예측하고 서북쪽에는 병사로 위장한 백성들을 세워 속아주는 척하면서 동남쪽 건물들에 정예병을 숨긴다. 수가 읽힌 줄도 모르고 진입한 조조를 제대로 역습하여 패주시킨다. 조조에게 귀순한 후 출현하지 않는다.

## 섬긴 사람들
- 가후
- 호거아

## 가계
- 막내 삼촌 : 장제 - 장제 형제가 몇 명인지는 알 수 없다.
- 아들 : 장천(張泉) - 219년 위풍의 모반에 연루되어 처형되었다.

## 같이 보기
- 삼국지 인물 목록

## 참고 문헌
- 《삼국지》8권 위서 제8 장수
- 《삼국지》1권 위서 제1 무제 조조